# Saint-Jean-les-Deux-Jumeaux
Saint-Jean-les-Deux-Jumeaux – miejscowość i gmina we Francji, w regionie Île-de-France, w departamencie Sekwana i Marna.
Według danych na rok 1990 gminę zamieszkiwały 1152 osoby, a gęstość zaludnienia wynosiła 87 osób/km² (wśród 1287 gmin regionu Île-de-France Saint-Jean-les-Deux-Jumeaux plasuje się na 598. miejscu pod względem liczby ludności, natomiast pod względem powierzchni na miejscu 228.).